# Камешково
Камешко́во — город (с 1951 года) во Владимирской области России, административный центр Камешковского района.
Население 12 028 чел. (2021).
Основан в 1892 году.
Образует одноимённое муниципальное образование город Камешково со статусом городского поселения как единственный населённый пункт в его составе.

## История
Город Камешково расположен в местности, прежде называвшейся пустошью Камешки и входившей в XIX веке в состав вотчины, центром которой было село Горки Ковровского уезда. Принадлежала вотчина иваново-вознесенским фабрикантам Дербенёвым, которые в 1877 году основали «Товарищество мануфактур Никанора Дербенёва — сыновья». В 1892 году Дербенёвы построили в пустоши Камешки свою текстильную фабрику, а при ней посёлок для рабочих. Рабочую силу предприятия составляло население близлежащих деревень. Производство расширялось и расстраивалось с каждым годом. Было заведено прядильное производство, значительно расширилось ткацкое производство. К 1910 году фабрика стала крупным предприятием, на котором работало более 4 тыс. человек.
В начале XX века при ткацкой фабрике образовался посёлок Камешково (прежнее название — Авдотьино, посёлок носил это название до 1920-х гг.).
С 10 февраля 1940 года Камешково является центром Камешковского района. Статус города районного подчинения рабочий посёлок Камешково получил 12 июля 1951 года в соответствии с Указом Президиума Верховного Совета РСФСР.
В начале 1960-х годов был разработан проект планировки и застройки города Камешково, определивший дальнейшее развитие промышленности, строительство жилья и рост благоустройства.
До 1970-х годов город Камешково оставался в основном городом текстильной промышленности, но затем стали создаваться предприятия других отраслей. Был открыт филиал Московского экспериментально-механического завода, изготовлявший узлы и агрегаты для прокладки трубопроводов. Чуть позже были построены асфальтобетонный завод и ряд других предприятий.
Значительный вклад в строительство и развитие города Камешково в 1970—1990 годы внёс директор фабрики имени Я.М. Свердлова Николай Васильевич Смуров.
В 1997 году был принят устав города как административного и культурного центра Камешковского района. В настоящее время город Камешково образует городское поселение город Камешково.
Распоряжением Правительства РФ от 29 июля 2014 года № 1398-р «Об утверждении перечня моногородов» муниципальное образование включено в категорию «Монопрофильные муниципальные образования Российской Федерации (моногорода) с наиболее сложным социально-экономическим положением».

## Физико-географическая характеристика
Камешково расположено в пределах Клязьминско-Нерлинской низменности, являющейся частью Восточно-Европейской равнины. Город расположен в 49 км к северо-востоку от областного центра города Владимира, в 29 км к западу от города Коврова. Через Камешково проходит главная железнодорожная линия Горьковской железной дороги.
Рельеф равнинный. Примерно в 6,5 км к югу от города протекает река Клязьма, в 6 км к северу река Наромша, правый приток реки Уводь (бассейн Клязьмы).

### Часовой пояс
Камешково, как и вся Владимирская область, находится в часовой зоне МСК (московское время). Смещение применяемого времени относительно UTC составляет +3:00.

## Население
| 1905    | 1923    | 1926    | 1931    | 1939    | 1959    | 1970    | 1979    | 1989    | 1992    |
| ------- | ------- | ------- | ------- | ------- | ------- | ------- | ------- | ------- | ------- |
| 2414    | ↗3300   | ↗3922   | ↗6200   | ↗9283   | ↗11 834 | ↗12 865 | ↗14 080 | ↗15 061 | ↗15 100 |
| 1996    | 1998    | 2002    | 2003    | 2005    | 2006    | 2007    | 2009    | 2010    | 2011    |
| ↘15 000 | ↘14 900 | ↘14 161 | ↗14 200 | ↘14 000 | ↘13 900 | ↘13 700 | ↘13 636 | ↘13 103 | ↘13 098 |
| 2012    | 2013    | 2014    | 2015    | 2016    | 2017    | 2018    | 2019    | 2020    | 2021    |
| ↘12 974 | ↘12 852 | ↘12 731 | ↘12 722 | ↗12 743 | ↘12 711 | ↘12 496 | ↘12 210 | ↘11 992 | ↗12 028 |

На 1 января 2025 года по численности населения город находился на 867-м месте из 1124 городов Российской Федерации.
Национальный состав
По итогам переписи населения 2020 года проживали следующие национальности (национальности менее 0,1 % и другое, см. в сноске к строке «Другие»):
| Национальность | Численность, чел. | Доля     |
| -------------- | ----------------- | -------- |
| Русские        | 10 154            | 84,41 %  |
| Татары         | 338               | 2,81 %   |
| Украинцы       | 73                | 0,61 %   |
| Азербайджанцы  | 41                | 0,34 %   |
| Молдаване      | 41                | 0,34 %   |
| Армяне         | 29                | 0,24 %   |
| Марийцы        | 20                | 0,17 %   |
| Узбеки         | 19                | 0,16 %   |
| Белорусы       | 17                | 0,14 %   |
| Башкиры        | 14                | 0,12 %   |
| Другие         | 1282              | 10,66 %  |
| Итого          | 12 028            | 100,00 % |

## Символика
Флаг муниципального образования город Камешково утверждён 28 августа 2009 года и внесён в Государственный геральдический регистр Российской Федерации с присвоением регистрационного номера 5734.
Описание
«Прямоугольное полотнище с отношением ширины к длине 2:3, состоящее из двух равновеликих горизонтальных полос: голубой и зелёной, с изображением фигур герба города Камешково, выполненных жёлтым, белым, чёрным и зелёным цветом».
Обоснование символики
История города Камешково начинается в 1892 году, когда Иваново-вознесенские купцы Дербенёвы приобрели пустошь Камешки для строительства здесь прядильно-ткацкой фабрики. Именно с этого момента начинается и развитие фабричного посёлка, который в 1951 году по указу президиума Верховного Совета РСФСР получил статус города. История появления и развития города тесно связана с фабрикой, которая на флаге города символически отражена бобинами ниток.
Полоса, сложенная из жёлтых камней указывает на название города, делая композицию флага гласной.
Сосны на флаге символизируют окружающую природу города. Сосны выходящие из каменного пояса символически показывает то, что первые улицы посёлка появились на месте соснового бора. Сосна традиционный символ долголетия, плодородия, крепости, упорства.
Зелёный цвет — символ природы, здоровья, молодости, жизненного роста.
Голубой цвет — символ чести, благородства, духовности, возвышенных устремлений.
Белый цвет (серебро) — символ чистоты, совершенства, мира и взаимопонимания.
Жёлтый цвет (золото) — символ богатства, стабильности, уважения, интеллекта, жизненной силы.
Авторский коллектив
Идея: Константин Мочёнов, Валентин Поликарпов;
художник: Роберт Маланичев;
компьютерный дизайн: Ольга Салова;
обоснование символики: Кирилл Переходенко.

## Достопримечательности
В городе деревянное первое здание больницы (1904), церковь Вознесения Господня (1906), здание начальной школы № 2 и районного историко-краеведческого музея (1913). К гражданской архитектуре относятся кирпичный дом зажиточного крестьянина (конец XIX в.) бывшей деревни Григорково на улице 1-го Мая и шесть кирпичных домов для служащих прядильно-ткацкой фабрики (начало XX в.) на улице Карла Маркса, кирпичный дом железнодорожной казармы (начало XX в.) на улице Карла Либкнехта. В пригородном лесу кладбище военнопленных, находившихся на излечении в эвакуационном госпитале № 2989, располагавшемся в Камешково с 1943 по 1948 г. В окрестностях города — несколько церквей XVII—XIX веков.

## Культура, образование
В городе — 3 школы: № 1, № 3, № 4 (коррекционная). С 1 сентября 2021 года школа № 2 (школа начального образования) была объединена с МБОУ ООШ № 3. Для новой школы было построено новое здание. Учебный корпус Ковровского техникума сервиса и технологий. Представительство СГА. Районный дом культуры «13 Октябрь», районный историко-краеведческий музей, центральная районная библиотека, детская школа искусств, стадион «Труд», МАО ДО Центр творчества «Апельсин», детско-юношеская спортивная школа «Триумф».

Каждый год в районе проводятся Фестиваль рожечников и День Ухи.

## Промышленность
- Камешковский механический завод (КаМЗ, бывший филиал МЭМЗа). Производство оборудования для ремонта и прокладки нефтегазовых магистральных трубопроводов. Изготовление гидроцилиндров, запасных частей для строительной техники, экспериментального оборудования.
- Прядильно-ткацкая фабрика (ООО «Детская одежда», бывшая им. Я. М. Свердлова) выпускает мебельную вату, марлю, фланель, миткаль. Прежде являлась ведущим предприятием города (закрыта).
- Молочный завод (закрыт).
- Завод напольных покрытий (ООО Juteks RU).
- Владимирский краностроительный завод «ВКЗ».
- ООО "НПО «Вояж».
- ООО «Оружейные Мастерские».

## Энергетика
- Электроэнергией город обеспечен от электросетей ПАО «Владимирэнерго» 35кВ ЛЭП и потребительской подстанцией 35/10(6)кВ, непосредственное электроснабжение потребителей города от сетей ПАО ВОЭК ОП «Камешковская горэлектросеть».
- Через город проходит газопровод «Нижний Новгород — Дмитров», размещена компрессорная станция.

## Транспорт
- Остановочная платформа Камешково на новом направлении Транссибирской магистрали (через Нижний Новгород).
- Автомобильные дороги на Суздаль (39 км), Ковров (29 км) и федеральная автодорога М7 «Волга» (22 км).

## Руководители города
- Курганский Анатолий Захарович
- Сторожев Дмитрий Фёдорович